# Campionat d'Europa de voleibol femení
El Campionat d'Europa de voleibol femení (oficialment en anglès: Women's European Volleyball Championship) és una competició europea de seleccions nacionals femenines de voleibol, organitzada per la Confederació Europea de Voleibol (CEV). De periodicitat irregular, des del 1975 es celebra de forma bianual. Hi participen vint-i quatre països, incloent l'amfitrió, que s'agrupen en quatre grup de sis equips. Disputen una primera fase en format de lligueta, classificant-se per la següent fase els quatre millor classificats de cadascun del grups. La fase final es disputà en format d'eliminació directa amb vuitens de final, quarts de final, semifinal i final. El guanyador de la competició és declarat campió d'Europa. Té dret a participar de forma directa al Campionat del Món i, si coincideix en any preolimpic, als Jocs Olímpics.
La primera edició se celebrà el 1949 amb la participació de set seleccions nacionals, proclamant-se campiona la Unió Soviètica. Durant les següents quatre dècades i mitjà la competició fou dominada per l'equip soviètic amb tretze títols, set de forma consecutiva entre 1958 i 1979, i de l'Europa de l'Est. Després de la dissolució de la Unió Soviètica el desembre de 1991, Rússia (hereva oficial de l'equip soviètic) va continuar dominant la competició. És destacable que el seu principal rival europeu en aquells moments (que es va convertir en subcampió per tres ocasions consecutives) fos Croàcia reforçada per algunes exjugadores soviètiques com Irina Kirillova, Yelena Chebukina, Tatyana Sidorenko i Maria Likhtenstein. El 1995, jugant a casa, els Països Baixos van aconseguir trencar aquest domini després de la victòria per 3-1 sobre Rússia a les semifinals i la victòria per 3-0 sobre Croàcia en la final que es va celebrar a Arnhem. Aquesta victòria esdevingué la primera de les victòries dels països de l'Europa occidental. Sèrbia I Itàlia, amb tres campionats, són les seleccions més reixides del Campionat des de la dècada del 2000.

## Històrial
| En negreta = Selecció campiona (prò.) = Pròrroga |

| I      | 1949 | Unió Soviètica    | lligueta | Txecoslovàquia    | Polònia           | lligueta | Romania           | Txecoslovàquia                           |       |
| II     | 1950 | Unió Soviètica    | lligueta | Polònia           | Txecoslovàquia    | lligueta | Bulgària          | Bulgària                                 |       |
| III    | 1951 | Unió Soviètica    | lligueta | Polònia           | Iugoslàvia        | lligueta | França            | França                                   |       |
| IV     | 1955 | Txecoslovàquia    | lligueta | Unió Soviètica    | Polònia           | lligueta | Romania           | Romania                                  |       |
| V      | 1958 | Unió Soviètica    | lligueta | Txecoslovàquia    | Polònia           | lligueta | Romania           | Txecoslovàquia                           |       |
| VI     | 1963 | Unió Soviètica    | lligueta | Polònia           | Romania           | lligueta | Alemanya Oriental | Romania                                  |       |
| VII    | 1967 | Unió Soviètica    | lligueta | Polònia           | Txecoslovàquia    | lligueta | Alemanya Oriental | Turquia                                  |       |
| VIII   | 1971 | Unió Soviètica    | lligueta | Txecoslovàquia    | Polònia           | lligueta | Bulgària          | Itàlia                                   |       |
| IX     | 1975 | Unió Soviètica    | lligueta | Hongria           | Alemanya Oriental | lligueta | Bulgària          | Iugoslàvia                               |       |
| X      | 1977 | Unió Soviètica    | 3–0      | Alemanya Oriental | Hongria           | 3–2      | Polònia           | Finlàndia                                |       |
| XI     | 1979 | Unió Soviètica    | lligueta | Alemanya Oriental | Bulgària          | lligueta | Hongria           | França                                   |       |
| XII    | 1981 | Bulgària          | lligueta | Unió Soviètica    | Hongria           | lligueta | Alemanya Oriental | Bulgària                                 |       |
| XIII   | 1983 | Alemanya Oriental | lligueta | Unió Soviètica    | Hongria           | lligueta | Bulgària          | Alemanya Oriental                        |       |
| XIV    | 1985 | Unió Soviètica    | lligueta | Alemanya Oriental | Països Baixos     | lligueta | Txecoslovàquia    | Països Baixos                            |       |
| XV     | 1987 | Alemanya Oriental | 3–2      | Unió Soviètica    | Txecoslovàquia    | 3–0      | Bulgària          | Bèlgica                                  |       |
| XVI    | 1989 | Unió Soviètica    | 3–1      | Alemanya Oriental | Itàlia            | 3–0      | Romania           | Alemanya Occidental                      |       |
| XVII   | 1991 | Unió Soviètica    | 3–0      | Països Baixos     | Alemanya          | 3–1      | Itàlia            | Itàlia                                   |       |
| XVII   | 1993 | Rússia            | 3–0      | Txecoslovàquia    | Ucraïna           | 3–1      | Itàlia            | República Txeca                          |       |
| XVIII  | 1995 | Països Baixos     | 3–0      | Croàcia           | Rússia            | 3–0      | Alemanya          | Països Baixos                            |       |
| XIX    | 1997 | Rússia            | 3–0      | Croàcia           | República Txeca   | 3–0      | Bulgària          | República Txeca                          |       |
| XX     | 1999 | Rússia            | 3–0      | Croàcia           | Itàlia            | 3–0      | Alemanya          | Itàlia                                   |       |
| XXI    | 2001 | Rússia            | 3–2      | Itàlia            | Bulgària          | 3–1      | Ucraïna           | Bulgària                                 |       |
| XXII   | 2003 | Polònia           | 3–0      | Turquia           | Alemanya          | 3–2      | Països Baixos     | Turquia                                  |       |
| XXIII  | 2005 | Polònia           | 3–1      | Itàlia            | Rússia            | 3–0      | Azerbaidjan       | Croàcia                                  |       |
| XXIV   | 2007 | Itàlia            | 3–0      | Sèrbia            | Rússia            | 3–1      | Polònia           | Bèlgica / Luxemburg                      |       |
| XXV    | 2009 | Itàlia            | 3–0      | Països Baixos     | Polònia           | 3–0      | Alemanya          | Polònia                                  |       |
| XXVI   | 2011 | Sèrbia            | 3–2      | Alemanya          | Turquia           | 3–2      | Itàlia            | Itàlia / Sèrbia                          |       |
| XXVII  | 2013 | Rússia            | 3–1      | Alemanya          | Bèlgica           | 3–2      | Sèrbia            | Alemanya / Suïssa                        |       |
| XXVIII | 2015 | Rússia            | 3–0      | Països Baixos     | Sèrbia            | 3–0      | Turquia           | Bèlgica / Països Baixos                  |       |
| XXIX   | 2017 | Sèrbia            | 3–1      | Països Baixos     | Turquia           | 3–1      | Azerbaidjan       | Azerbaidjan / Geòrgia                    |       |
| XXX    | 2019 | Sèrbia            | 3–2      | Turquia           | Itàlia            | 3–0      | Polònia           | Hongria / Polònia / Eslovàquia / Turquia |       |
| XXXI   | 2021 | Itàlia            | 3–1      | Sèrbia            | Turquia           | 3–0      | Països Baixos     | Bulgària / Croàcia / Romania / Sèrbia    | [ 1 ] |
| XXXII  | 2023 | Turquia           | 3–2      | Sèrbia            | Països Baixos     | 3–0      | Itàlia            | Bèlgica / Estònia / Alemanya / Itàlia    | [ 2 ] |

## Premis individuals

### Premi MVP del Campionat
Des de la 14a edició, s'atorga el premi MVP del Campionat a la jugadora més destacada de la competició.
| Edició | Any  | Jugadora           | refs. |
| ------ | ---- | ------------------ | ----- |
| XIV    | 1985 | Ingrid Piersma     |       |
| XV     | 1987 | Lucie Václavíková  |       |
| XVI    | 1989 | Valentina Ogienko  |       |
| XVII   | 1991 | Irina Ilchenko     |       |
| XVII   | 1993 | Lucie Václavíková  |       |
| XVIII  | 1995 | Elles Leferink     |       |
| XIX    | 1997 | Barbara Jelić      |       |
| XX     | 1999 | Evgenya Artamonova |       |
| XXI    | 2001 | Antonina Zetova    |       |
| XXII   | 2003 | Małgorzata Glinka  |       |
| XXIII  | 2005 | Dorota Świeniewicz |       |
| XXIV   | 2007 | Taismary Agüero    |       |
| XXV    | 2009 | Manon Flier        |       |
| XXVI   | 2011 | Jovana Brakočević  |       |
| XXVII  | 2013 | Tatiana Kosheleva  |       |
| XXVIII | 2015 | Tatiana Kosheleva  |       |
| XXIX   | 2017 | Tijana Bošković    |       |
| XXX    | 2019 | Tijana Bošković    |       |
| XXXI   | 2021 | Paola Egonu        |       |
| XXXII  | 2023 | Melissa Vargas     |       |